# Fortnight (dal)
A Fortnight Taylor Swift amerikai énekes-dalszerző dala, melyben közreműködött Post Malone amerikai rapper és énekes. Swift tizenegyedik stúdióalbuma, a The Tortured Poets Department első kislemeze. A két előadó a számot Jack Antonoffal írta. A Republic Records 2024. április 19-én adta ki a dalt kislemezként az albummal egy időben. Az 1980-as évek zenéje ihlette downtempo, elektropop és szintipop ballada, a Fortnight alapját lüktető szinti basszusvonal adja. A dalszöveg egy boldogtalan házasságban élő nőt ábrázol, akinek egy korábbi, szintén házas szeretője lesz szomszédja, és megesküsznek, hogy Floridába menekülnek.
A zenekritikusok megosztottak a dalt illetően; egyesek Swift és Malone énekét dicsérték, mások viszont gyengének ítélték a produceri munkát. A Fortnight megdöntötte a legmagasabb egynapos streamelési rekordot a Spotify platformon. Az Egyesült Államokban a dal a Billboard Hot 100 élén debütált, 2020 óta a második legmagasabb egyhetes streaming értékkel, ezzel Swift tizenkettedik és Post Malone ötödik listavezető dala. A számmal az énekesnő megszerezte ötödik listavezető kislemezét a Billboard Global 200 listán, és a slágerlisták élére került Ausztráliában, Kanadában, Hongkongban, Malajziában, Új-Zélandon, a Fülöp-szigeteken, Szingapúrban, az Egyesült Arab Emírségekben és az Egyesült Királyságban.
A kislemez megjelenésével együtt kiadásra került a Fortnight videóklipje is, amelyet Swift rendezett. A főszereplők Swift, Malone, valamint két színész: Ethan Hawke és Josh Charles. A fekete-fehér filmes videóban az énekesnő egy pszichiátriai kórházban, valamint Swift és Malone szerelmesei összefonódó jelenetei szerepelnek.

## Fordítás
Ez a szócikk részben vagy egészben  a   Fortnight (song) című angol Wikipédia-szócikk ezen változatának fordításán alapul.  Az eredeti cikk szerkesztőit annak laptörténete sorolja fel. Ez a jelzés csupán a megfogalmazás eredetét és a szerzői jogokat jelzi, nem szolgál a cikkben szereplő információk forrásmegjelöléseként.